# آنا ماریا اورتزه
آنا ماریا اورتزه (ایتالیایی: Anna Maria Ortese) (زاده ۱۴ ژوئن ۱۹۱۴ در رم - درگذشته ۱۰ مارس ۱۹۹۸ در «راپالو») یک شاعر و نویسنده داستان‌های کوتاه اهل ایتالیا بود. وی یکی از سه نویسنده زن بزرگ و مطرح ایتالیا در قرن بیستم بود.
اورتزهاغلب با مجموعه داستان «دریا ناپل را نمی‌بوسد» شناخته می‌شود؛ مجموعه‌ای که در آن وضعیت مردمان ناپل بعد از جنگ جهانی دوم روایت شده است.
گرچه او موفق به کسب جوایز متعددی در زمان حیاتش شد، اما روابطش با منتقدان ادبی همواره پرتلاطم بود. گاه از سوی آن‌ها مورد تحسین قرار گرفت، گاه به شدت نقد شد و در دوره‌های بسیاری هم هیچ خبری از او در رسانه‌ها و محافل ادبی نبود. او در دوران پایانی عمر و بعد از مرگ، بیش از همیشه شناخت شد و منتقدان بر جایگاه والای او در محافل ادبی ایتالیا تاکید کردند.
«ملکه دفن شده»، «ماه روی دیوار»، «روزهای آسمان»، «رمان‌ها و حادثه‌ها» و «فقیرها و ساده‌ها» از جمله آثار آنا ماریا اورتزه هستند.
فیلم «پیکر آبی» ساخته «آلیچه روهرواشر» از رمانی به همین نام، نوشته اورتزه اقتباس شده است.
مجموعه‌ای از داستان‌های «آنا ماریا اورتزه»، در کتابی با عنوان «دریا ناپل را نمی‌بوسد» با ترجمه حاتمی از سوی نشر افسون خیال منتشر خواهد شد.